# Aries (álbum)
Aries es el noveno álbum de estudio del cantante mexicano Luis Miguel, publicado el 22 de junio de 1993 a través de Warner Music Group Latina. Después de alcanzar el éxito comercial en 1991 con su álbum anterior, Romance, el artista decidió volver a un estilo similar a sus trabajos pasados, baladas pop, jazz y dance con influencias de R&B. El disco fue producido por el cantante, quien fue asistido por Kiko Cibrián, Rudy Pérez, David Foster y Juan Luis Guerra.
Se publicaron tres sencillos para promocionar el álbum. Los primeros dos «Ayer» y «Hasta que me olvides», encabezaron la lista del Billboard Hot Latin Tracks, mientras que el tercero, «Suave», alcanzó el número 9 y como cuarto sencillo se publicó Qué nivel de mujer. Otras dos canciones fueron lanzadas como cortes promocionales, «Hasta el fin» y «Tú y yo»; ambas consiguieron el puesto 4 en el Hot Latin Tracks. Para promover aún más el disco, Luis Miguel comenzó en 1993 su gira, Aries Tour, con presentaciones en algunos países de América Latina y Estados Unidos.
Aries ocupó el primer lugar del Billboard Latin Pop Albums, donde permaneció durante diecinueve semanas. A nivel internacional, el álbum fue certificado triple platino en México, donde vendió más de 1 millón de copias. También fue certificado diamante en Argentina. El disco vendió más de 2 millones de unidades en todo el mundo hasta el año 2000. Tras su lanzamiento, el álbum tuvo comentarios mixtos de críticos de música; estaban divididos en las melodías de dance y las baladas, aunque la voz de Luis Miguel y los arreglos del disco obtuvieron reacciones positivas. El cantante recibió varios reconocimientos, incluido el Premio Grammy al mejor álbum de pop latino.

## Antecedentes y grabación

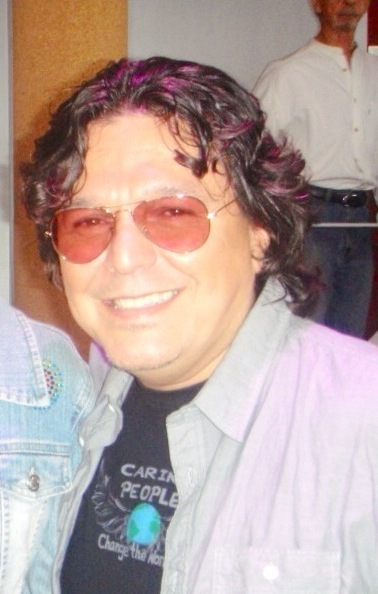
Rudy Pérez escribió cuatro de las canciones del álbum, incluyendo «Me niego a estar solo», «Luz verde», «Ayer» y «Tú y yo».

En 1991, Luis Miguel publicó su octavo álbum de estudio, Romance, una colección de boleros clásicos, el más antiguo de los cuales se originó en la década de 1940. El disco, producido por Armando Manzanero y arreglado por Bebu Silvetti, fue un éxito comercial en América Latina y vendió más de 7 millones de copias en todo el mundo. Revivió el interés en el género bolero y fue el primer álbum de un artista de habla hispana en obtener la certificación de oro en Brasil, Taiwán y Estados Unidos. A pesar de ese éxito, el cantante no quería lanzar un disco que fuera similar a Romance. Cuando se le preguntó por qué eligió no grabar más boleros, respondió «quería probar mi música, solo olvidando un poco esos boleros que todos conocen». Comenzó a trabajar con los compositores para el álbum un año antes de grabar en un estudio en 1992; en palabras de Luis Miguel, quería «discutir las obras, los temas y las melodías; ... La creación de un disco tiene que ser parte de mí o de lo contrario no sería capaz de interpretarlo o cantarlo».
El 24 de agosto de 1992, el periódico mexicano El Siglo de Torreón informó que Luis Miguel había comenzado a colaborar con David Foster y Juan Carlos Calderón en algunas composiciones, junto con autores de habla inglesa, y seleccionó versiones para el álbum. También recibió asistencia del músico cubano Rudy Pérez y el cantautor dominicano Juan Luis Guerra con la composición.  La grabación comenzó el 4 de julio de 1992. El artista tuvo dificultades para encontrar un productor adecuado para el disco. Inicialmente trabajó con el ingeniero de audio estadounidense Bruce Swedien, pero decidió volver a grabar todo el álbum después de desacuerdos con la dirección de Swedien. Incapaz de encontrar un productor, decidió coproducirlo con su asociado de muchos años Kiko Cibrián. La grabación tardó casi un año y se vio afectada por varias complicaciones, incluido su alto presupuesto de más de 1.5 millones USD, la muerte de su padre y una apendicectomía. El cantante anunció que el título del disco sería Aries durante una presentación en el Festival Acapulco de 1993. Sobre el nombre del álbum dijo: «Este disco expresa mi forma muy personal de ver las cosas. Tuve mucho que ver en todo. Lo produje totalmente y quise divertirme mucho, sacar lo que a mí me gusta y, entonces qué mejor que el signo zodiacal que representa lo que uno es».

## Composición
Aries se compone de diez pistas, seis de las cuales son baladas con «temas románticos». El resto del álbum consta de cuatro dance que el editor Ramiro Burr de San Antonio Express-News describe como «ritmo pop» e influencias de R&B, y los comparó con las grabaciones anteriores de Luis Miguel antes de Romance. El cantante dijo que la mezcla de baladas y música de ritmo rápido se hizo para «mantener una línea musical estable» porque no quería que su música fuera irreconocible. Las canciones de dance «Suave», «Dame tu amor» y «Que nivel de mujer» son «temas alegres, cargados de vientos, y de actitud», mientras que «Luz verde» incorpora hip hop latino y R&B. «Suave» presenta un solo de saxofón del músico estadounidense Kirk Whalum y «Qué nivel de mujer» es una adaptación en español de «Attitude Dance» de la banda estadounidense Tower of Power. Los miembros del grupo ayudaron con la sección de vientos en la canción, que fue dirigida por uno de sus miembros principales, Emilio Castillo. El artista dijo que incluyó el tema de la banda en el álbum debido a su afición por el R&B de la década de 1970, citando al grupo como una de sus influencias musicales.
«Ayer» es una versión en español del instrumental de David Foster «All That My Heart Can Hold» con letras adicionales de Rudy Pérez. Burr caracterizó la canción como una «balada exuberante cantada por Luis Miguel en su estilo romántico y elegante que al mismo tiempo transmite orgullo y dolor». Del mismo modo, John Lannert escribió para Sun-Sentinel que el tema era comparable a la «musa lírica escasa y el telón de fondo musical suave» de Romance. Lannert también llamó a la composición de Juan Luis Guerra «Hasta que me olvides» una «oda de amor empapada de emociones» y se refirió a «Me niego estar solo» y «Hasta el fin» como «confesionarios desesperados por no estar enamorados». Achy Obejas del Chicago Tribune calificó las baladas «Hasta el fin» y «Tú y yo» como «narraciones exuberantes y lentas de amor perdido».

## Sencillos y promoción
«Ayer» fue lanzado como el sencillo principal de Aries el 17 de mayo de 1993. Encabezó la lista Billboard Hot Latin Tracks en Estados Unidos el 17 de julio de 1993, y permaneció allí durante tres semanas. Los tres vídeos musicales de «Ayer» fueron dirigidos por Benny Corral, Rubén Galindo y Gustavo Garzón, respectivamente. Los vídeos fueron filmados en una mansión en la Ciudad de México. «Ayer» terminó 1993 como la sexta mejor canción latina del año en Estados Unidos. El segundo sencillo del álbum, «Hasta que me olvides», fue publicado el 16 de agosto de 1993 y alcanzó el primer lugar en el Hot Latin Tracks el 23 de octubre, donde se mantuvo durante tres semanas. El tercer sencillo del disco, «Suave», fue lanzado el 27 de septiembre de 1993 y logró el número nueve en el Hot Latin Tracks. Su vídeo musical fue dirigido por Kiko Guerrero y presenta a Luis Miguel bailando con varias mujeres en una playa. «Hasta el fin» y «Tú y yo» fueron lanzados como sencillos promocionales en Estados Unidos y ambos llegaron al puesto cuatro en el Hot Latin Tracks. «Pensar en ti» recibió airplay en México, mientras que «Me niego a estar solo» fue lanzado como sencillo promocional en España en 1993.
Para promocionar el álbum, Luis Miguel comenzó su Aries Tour el 29 de mayo en el Festival Acapulco 1993 en México. Después de sus conciertos en México, recorrió varios países de Latinoamérica comenzando con Argentina, y luego se presentó en Estados Unidos. Su repertorio de canciones consistió principalmente en pop y baladas de Aries y su carrera, así como boleros de Romance, que interpretó durante la segunda mitad de los conciertos.

## Recepción de la crítica
Tras su lanzamiento, Aries recibió reacciones mixtas de los críticos de música. El editor Jose F. Promis de AllMusic le dio al álbum 2.5 estrellas de 5 y encontró que las baladas son «a veces demasiado almibaradas». Elogió algunas de las canciones de dance como «Suave» y «Dame tu amor», pero dijo que «Luz verde» era un «intento algo anticuado en el hip-hop R&B latino de principios de los 90». Un periodista musical de la revista Billboard escribió una crítica favorable de Aries, afirmó que Luis Miguel «intercambia boleros nostálgicos por un paquete elegante y actualizado» y llamó a «Ayer» una «pista de transición perfecta de Romance». Achy Obejas de Chicago Tribune le dio al disco 2.5 estrellas de 4, calificándolo como «una especie de punto medio entre Romance y sus exuberantes baladas, y el pop bullicioso de 20 años, su antecedente inmediato». Ella elogió la voz del cantante como «maravillosamente matizada y dramática», y dijo que las baladas en su mayoría «funcionan», pero que «las melodías con ritmo rápido se caen la mayor parte del tiempo». Enrique Lopetegui de Los Angeles Times le dio al álbum 3 estrellas de 4; elogió la inclusión de Luis Miguel de «elementos saludables de jazz y funk en su sonido pulido» y dijo que «regresa a territorio familiar acompañado de sus excelentes arreglos y talento musical».
En el sitio web PijamaSurf, el escritor Ivan Uriel dijo que Aries es «el mejor disco» de Luis Miguel y también consideró que «es uno de los mejores discos...[de] un solista masculino en la industria de la música hispanoamericana». En su nota Uriel resaltó lo «innovador, vanguardista y genuino» del álbum, además eligió al tema «Ayer» como su canción favorita de la carrera del cantante.

### Premios
En la 36° entrega de los Premios Grammy en 1994, Luis Miguel ganó el premio Grammy al mejor álbum de pop latino por Aries. En la ceremonia del 6° Premio Lo Nuestro en el mismo año, el disco ganó el premio al álbum pop del año y el cantante fue nombrado artista masculino pop del año. También recibió dos nominaciones en la categoría de canción pop del año por «Hasta que me olvides» y «Ayer»; esta última también fue nominada a vídeo del año. En la inauguración de los Premios Billboard de la música latina en 1994, Luis Miguel recibió dos premios, incluyendo álbum pop del año y artista masculino pop del año. Además fue premiado como mejor cantante masculino, mejor espectáculo masculino para la gira y mejor álbum para el disco en los Premios Eres.

## Recepción comercial
Aries fue lanzado internacionalmente el 22 de junio de 1993, aunque se vendieron casetes piratas del álbum por 1 USD en México diez días antes del lanzamiento oficial. WEA Latina preparó 500 000 copias para ser distribuidas en la fecha de lanzamiento, pero después de encontrar copias legítimas del disco compacto que ya se vendían en el mercado pirata, descubrieron que solo tenían almacenadas 300 000 unidades en su almacén. WEA Latina respondió a la piratería haciendo que una estación de radio mexicana reprodujera todo el álbum unos días antes de su lanzamiento. En México, el álbum fue certificado triple platino; ha vendido más de 1 millón de copias en el país. En Estados Unidos, debutó y alcanzó el número dos en la lista Billboard Top Latin Albums, detrás del disco Mi tierra de Gloria Estefan. Aries permaneció en esta posición hasta que fue reemplazado por Love and Liberté de Gipsy Kings veinte semanas después.
Aries lideró el conteo Billboard Latin Pop Albums y se mantuvo en la cima durante diecinueve semanas. Terminó 1993 como el segundo álbum pop latino más vendido en Estados Unidos después de Romance. En Argentina, alcanzó el número dos en la lista de álbumes y fue certificado diamante por la Cámara Argentina de Productores de Fonogramas y Videogramas con ventas de 500 000 copias. En otras partes de Sudamérica, el disco consiguió el primer lugar en la lista de álbumes chilenos y fue certificado platino en Colombia. Aries vendió más de 2 millones de copias en todo el mundo hasta el año 2000.

## Lista de canciones
Todas las grabaciones producidas por Luis Miguel, Kiko Cibrián y Rudy Pérez excepto donde se indique.

| Aries |                         |                                                                   |                                          |          |  |
| N.º   | Título                  | Escritor(es)                                                      | Productor(es)                            | Duración |  |
| 1.    | «Suave»                 | Orlando Castro Ignacio "Kiko" Cibrián                             |                                          | 4:49     |  |
| 2.    | «Me niego a estar solo» | Rudy Pérez Adapt. al español: Carlos Castellón, Jorge Luis Piloto |                                          | 4:18     |  |
| 3.    | «Luz verde»             | Rudy Pérez Adapt. al español: Carlos Castellón, Jorge Luis Piloto |                                          | 5:01     |  |
| 4.    | «Hasta el fin»          | Kiko Cibrián                                                      |                                          | 4:50     |  |
| 5.    | «Ayer»                  | David Foster Jeremy Lubbock Rudy Pérez                            | Luis Miguel Kiko Cibrián David Foster    | 3:27     |  |
| 6.    | «Qué nivel de mujer»    | Emilio Castillo Stephen Kupka Orlando Castro                      | Luis Miguel Kiko Cibrián Emilio Castillo | 4:29     |  |
| 7.    | «Pensar en ti»          | Francisco Fabián Céspedes                                         |                                          | 4:17     |  |
| 8.    | «Dame tu amor»          | Kiko Cibrián Adrián Possé                                         |                                          | 3:24     |  |
| 9.    | «Hasta que me olvides»  | Juan Luis Guerra                                                  |                                          | 4:41     |  |
| 10.   | «Tú y yo»               | Jorge Calandrelli Rudy Pérez                                      |                                          | 4:51     |  |

## Créditos y personal
Los siguientes son los créditos de AllMusic.
| Producción - Mauricio Abaroa – productor ejecutivo - Jim Champagne – asistente de ingeniero, asistente de mezcla - Cartel Disenadores – diseño - Benny Faccone – ingeniero, mezcla - Alfredo Gatica – dirección de arte - Humberto Gatica – mezcla - Bernie Grundman – masterización - Noel Hazen – asistente de ingeniero, asistente de mezcla - Kimm James – asistente de ingeniero, asistente de mezcla | - Ezra Kliger – concertino, coordinador de producción, violín - Paul McKenna – mezcla - Brian Pollack – asistente de ingeniero, asistente de mezcla - Jose L. Quintana – coordinación, coordinación de producción - Carlos Somonte – fotografía |

© MCMXCIII. WARNER MUSIC NETHERLANDS. BV.

## Listas

### Listas semanales
| Lista (1993–1994)                           | Máxima posición |
| ------------------------------------------- | --------------- |
| Argentina (CAPIF)                           | 2               |
| Estados Unidos (Billboard 200)              | 182             |
| Estados Unidos (Billboard Top Latin Albums) | 2               |
| Estados Unidos (Billboard Latin Pop Albums) | 1               |

### Listas mensuales
| Lista (1994) | Máxima posición |
| ------------ | --------------- |
| Chile (IFPI) | 1               |

### Listas anuales
| Lista (1993)                                | Máxima posición |
| ------------------------------------------- | --------------- |
| Estados Unidos (Billboard Latin Pop Albums) | 2               |

| Lista (1994)                                | Máxima posición |
| ------------------------------------------- | --------------- |
| Estados Unidos (Billboard Top Latin Albums) | 14              |
| Estados Unidos (Billboard Latin Pop Albums) | 9               |

### Sucesión y posicionamiento
| Predecesor: Mi tierra de Gloria Estefan | U.S. Billboard Latin Pop Albums — Álbum N°. 1 17 de julio de 1993 - 26 de noviembre de 1993 | Sucesor: Love and Liberté de Gipsy Kings |

## Certificaciones
| País | Certificación | Ventas    |
| --- | ------------- | --------- |
| Argentina (CAPIF) | Diamante      | 693 162   |
| Colombia (ASINCOL) | Platino       | 60 000    |
| España (PROMUSICAE) | Oro           | 50 000^   |
| México (AMPROFON) | 3× Platino    | 1 000 000 |
| *las cifras de ventas sobre la base de la certificación por sí sola ^cifras de envíos sobre la base de la certificación por sí sola xcifras no especificadas sobre base de la certificación por sí sola |               |           |